# Rolls-Royce Pennine
Роллс-Ройс Пенайн (англ. Rolls-Royce Pennine) — британский 24-цилиндровый X-образный двигатель воздушного охлаждения с рабочим объёмом 46 л. Представлял собой увеличенную версию 22-литрового мотора Exe. Прототип прошёл наземные испытания, однако не летал; проект свернули в 1945 г. в пользу турбореактивных двигателей.
На базе Pennine предполагалось также разработать 32-цилиндровый двигатель с рабочим объёмом 100 л и мощностью 5000 л.с. под фирменным обозначением Snowdon.
Для коммерческих авиамоторов воздушного охлаждения на фирме Rolls-Royce предполагалось использовать названия британских гор – в данном случае, Пеннинского хребта и горы Сноудон.

## Спецификация

### Основные характеристики
- Тип: четырёхтактный,X-образный с 90° развалом цилиндров, 24-цилиндровый, воздушного охлаждения
- Диаметр цилиндра: 137,16 мм
- Ход поршня: 127 мм
- Объём двигателя: 45,74 л
- Длина: 2692,4 мм
- Ширина: 990,6 мм
- Высота: 952,5 мм
- Сухой вес: 1292,7 кг

### Особенности функционирования
- Клапаны: гильзовое газораспределение
- Компрессор: одноступенчатый двухскоростной ПЦН
- Тип топлива: бензин
- Система охлаждения: принудительное воздушное

### Производительность
- Выходная мощность: 2740 л. с. (2020 кВт) при 3500 об/мин. на уровне моря при наддуве 82,7 кПа
- Удельная мощность: 59,90 л.с./л (44,06 кВт/л)
- Удельная мощность по весу: 2,11 л.с./кг (1,55 кВт/кг)